# Eduard Slavoljub Penkala

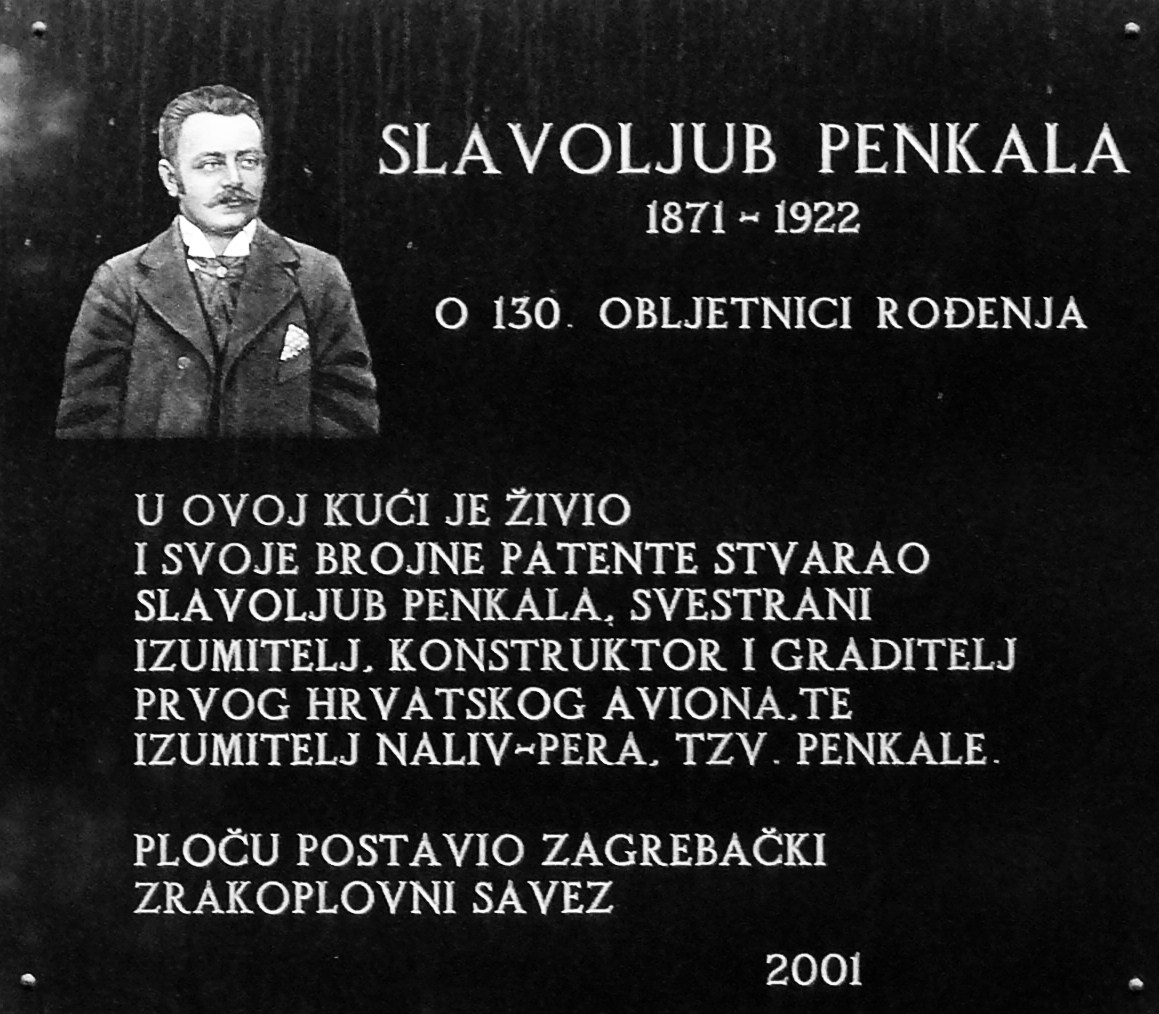
Tablica na domu Penkali w Zagrzebiu

Eduard Slavoljub Penkala (Pękała, ur. 20 kwietnia 1871 w Liptowskim Mikułaszu, zm. 5 lutego 1922 w Zagrzebiu) – chorwacki inżynier, wynalazca i konstruktor, autor pierwszego chorwackiego projektu samolotu.
Rodzina Penkali miała korzenie polsko-holenderskie. Ukończył studia na uniwersytetach w Wiedniu i Dreźnie. W 1898 obronił pracę doktorską w dziedzinie chemii organicznej. Po ślubie rodzina przeniosła się do Zagrzebia i zamieszkała przy Trgu kralja Tomislava 17 (w pobliżu Zrinjevaca – na domu odsłonięto tablicę pamiątkową w 2001). W 1904 złożył stosowne śluby na urzędnika państwowego i został znaturalizowany, jako Chorwat (dodał sobie drugie imię Slavoljub).
Na swoim koncie miał prawie 80 wynalazków z dziedziny mechaniki, chemii, fizyki i lotnictwa. Pracował np. nad mechanicznymi ołówkami i długopisami. 24 stycznia 1906 opatentował pierwszy na świecie mechaniczny ołówek. Patenty Penkali zostały zarejestrowane w ponad 35 krajach świata. W 1907 przeniósł się na ulicę Praską (Praška) i stale zwiększał produkcję swoich wynalazków. Założył w tym celu spółkę Penkala-Moster z Edmundem Mosterem. W okresie 1912–1926 fabryka spółki była największą na świecie wytwórnią narzędzi do pisania.
W 1903 r. opatentował gumowy termofor we współczesnej formie worka z zakrętką napełnianego wrzątkiem.
Od 1907 wzrasta zainteresowanie wynalazcy aeronautyką. Od 1910 w Chorwacji rozwija się lotnictwo, otwarto też pierwsze zagrzebskie lotnisko. W tym okresie Penkala składa pierwszy projekt całkowicie chorwackiego statku powietrznego.
Inżynier Penkala ma na swoim koncie także patenty na proszki do prania, środki konserwacji drewna, woski, pieczęcie i inne. Był jednym z twórców przemysłu w stolicy Chorwacji.
Zmarł nagle, w wieku zaledwie 50 lat, po powrocie z podróży służbowej, na której nabawił się zapalenia płuc.